# Hydrozetes californiensis
Hydrozetes californiensis är en kvalsterart som beskrevs av Herbert Habeeb 1974. Hydrozetes californiensis ingår i släktet Hydrozetes och familjen Hydrozetidae. Inga underarter finns listade i Catalogue of Life.